# La Pouponnière
Pour plus de détails, voir Fiche technique et Distribution.
La Pouponnière est un film français réalisé par Jean Boyer, sorti en 1933.

## Fiche technique
- Titre : La Pouponnière
- Réalisation : Jean Boyer
- Scénario : Albert Willemetz d'après l'opérette éponyme[1] de René Pujol et Charles-Louis Pothier
- Photographie : Harry Stradling
- Musique : Casimir Oberfeld et Henri Verdun
- Producteur : Robert Kane (en)
- Société de production : Les Studios Paramount
- Pays de production :  France
- Format : Noir et blanc — 35 mm — 1,37:1 — Son : Mono
- Genre : Comédie
- Durée : 80 minutes
- Date de sortie : 
  - France : 3 février 1933

## Distribution
- Germaine Roger : Christiane Delannoy
- Robert Arnoux : Jean Moreau
- Françoise Rosay : Mme Delannoy
- René Koval : Max Brown
- Martine de Breteuil (comme Moussia) : Titou
- Louis Blanche : Maxime Rocher
- Julien Carette : le domestique
- Albert Duvaleix : M. Delannoy
- Davia : la bonne
- Jean Bara : un petit garçon
- Micheline Masson : une petite fille
- Alice Darly
- Jean Marsac